# Ali Bozer
Ali Hüsrev Bozer (Ankara, 28 luglio 1925 – Ankara, 30 settembre 2020) è stato un politico e imprenditore turco.

## Biografia
Laureato in legge all'Università di Ankara, la sua città natale, fu uno dei fondatori del gruppo industriale Oyak-Renault. 
Esponente del Partito della Madrepatria, fu Primo Ministro della Turchia dal 31 ottobre 1989 al 21 febbraio 1990 e Ministro degli Esteri dal 21 febbraio 1990 al 12 ottobre dello stesso anno.
Bozer morì il 30 settembre 2020, vittima delle complicazioni da Covid-19.